# Phalcoboenus albogularis
Phalcoboenus albogularis là một loài chim trong họ Falconidae.
Loài chim này được tìm thấy trên đồng cỏ và các môi trường sống cằn cỗi khác ở dãy Andes phía nam Chile và Argentina. Loài này thường không phổ biến đến khá phổ biến. Là một loài chim cơ hội cao thường thấy khi đi trên mặt đất, Chúng ăn cả xác lẫn hầu như bất kỳ động vật nhỏ nào mà nó có thể bắt được. Chúng giống loài caracara núi có quan hệ họ hàng gần, nhưng không giống loài đó, phần dưới của nó (bao gồm cả ngực và cổ họng) có màu trắng hoàn toàn. Con non kém đặc biệt hơn so với con trưởng thành mặt vàng, có màu nâu tổng thể với da mặt xám hồng sẫm.